# أسهم خاصة
الأسهم الخاصة في الشؤون المالية، (بالإنجليزية: private equity) هي فئة من فئات الأصول، تتم بالاستثمار في شركات مغلقة غير مدرجة في الأسواق المالية (البورصات). الاستثمار في الأسهم الخاصة في معظم الأحيان تنطوي إما على استثمار رأس المال في شركة عاملة أو شراء إحدى الشركات العاملة. ويرتفع رأس المال المعد للأسهم الخاصة من الاستثمار المؤسسي.
وهناك طائفة واسعة من أنواع وأنماط من الاسهم الخاصة والمصطلح equity يحمل معاني مختلفة وفقا لكل بلد.
من بين الاستراتيجيات الأكثر شيوعا للاستثمار في الأسهم الخاصة شراء كافة الأسهم والحصص، رأس المال المغامر، رأس المال النامي، الاستثمارات distressed investments، رأس المال النصفي mezzanine capital، في عملية شراء للأسهم نموذجية، تشتري شركة الاستثمارات الخاصة تشتري حصة مسيطرة من شركة قائمة أو كبيرة. وهذا يختلف عن رأس المال الاستثماري أو نمو رأس المال الاستثماري، الذي تستثمر شركة الأسهم الخاصة في الشركات الصغيرة، ونادرا ما تحصل على أغلبية مسيطرة.

## أنواع الأسهم الخاصة
يمكن تقسيم الاستثمارات في الأسهم الخاصة إلى الفئات التالية:

### شراء الاسهم Leveraged buyout

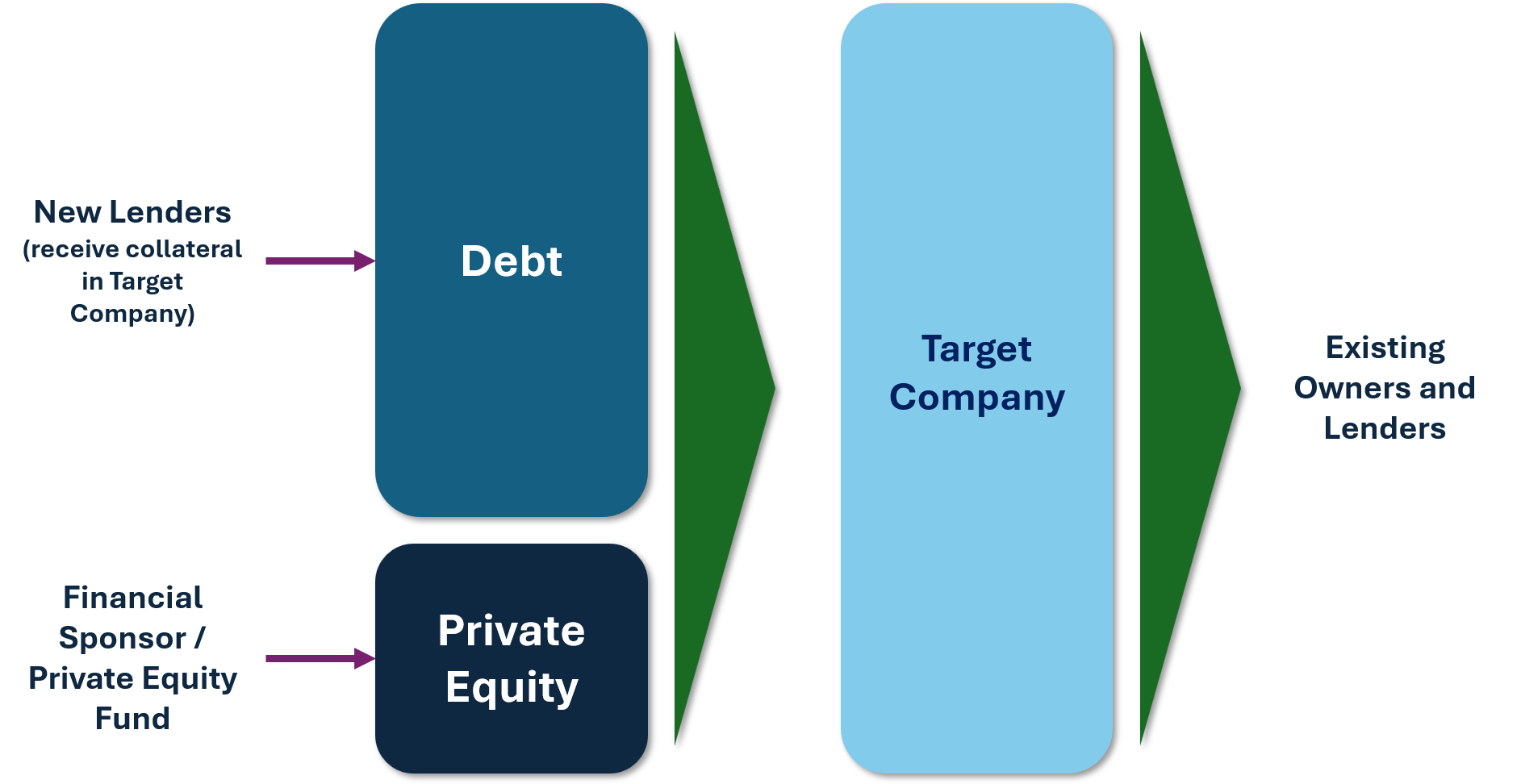
مخطط للهيكل الأساسي للعام الصفقة صفقة شراء ممولة بقروض

"Leveraged buyout" هو مصطلح يشير إلى وضع إستراتيجية لجعل الاستثمارات في الأوراق المالية كجزء من الصفقة في أي شركة، وتستخدم وحدة الأعمال التجارية أو الأصول المكتسبة من المساهمين الحاليين باستخدام النفوذ المالي. الشركات المشاركة في هذه العمليات عادة ما تكون شركات كبيرة وتولد تدفقات نقدية تشغيلية.
ويشارك في Leveraged buyout راعى مالى " financial sponsor" ويوافق على الاكتساب فقط ولايضع رأس المال المطلوب للاكتساب. وللقيام بذلك، سيرفع الراعي المالي الديون التي تبدو في نهاية المطاف في صورة تدفقات نقدية للهدف وبهدف اكتساب الفوائد وسدادات رئيسية. وغالبا ما تكون الديون المكتسبة في Leveraged buyout غير متعلقة بالراعى المالى وليس لها مطالبة بالاستثمارات التي تدار بواسطة الراعى المالى.لذلك، فإن صفقة Leveraged buyout تكون جذابة للشركاء الراسماليون المحدودون، بما يتيح لهم الاستفادة من المزايا ولكن يحد كثيرا من درجة نفوذهم. هذا النوع من هياكل التمويل يفيد الراعي المالي بطريقتين: (1) المستثمر نفسه يحتاج فقط لتوفير جزء من رأس المال للاقتناء، و (2) ستزداد العوائد على المتسثمر (طالما أن العوائد على الأصول تتجاوز تكلفة الديون).
وكنسبة مئوية من سعر الشراء بهدف زيادة النفوذ، يستخدم مقدار الدين لتمويل صفقة تختلف باختلاف الوضع المالي والتاريخ المستهدف للاقتناء وظروف السوق، وعلى استعداد المقرضين على تقديم الائتمان (على حد سواء لرفع راس المال والراعى المالىوالشركة التي سيتم الحصول عليها) فضلا عن تكاليف الفوائد وقدرة الشركة على تغطية تلك التكاليف. تاريخيا، تتراوح نسبة الديون من Leveraged buyout ما بين 60 ٪ -90 ٪ من سعر الشراء، على الرغم من انه يمكن خلال فترات معينة من الديون أن تكون النسبة أعلى أو أدنى من المعدلات التاريخية. بين 2000-2005 بلغ متوسط الديون بين 59.4 ٪ و 67.9 ٪ من إجمالي سعر الشراء لLBOs في الولايات المتحدة.

### رأس المال المجازف أو المغامر Venture capital
رأس المال المجازف  هو فئة فرعية واسعة من الأسهم الخاصة التي تشير إلى جعل الاستثمار في الأسهم، وعادة في الشركات الصغيرة، للتنمية في وقت مبكر، أو التوسع في النشاط التجاري. وفي الاستثمارات التي تحتوى على مخاطرة، يتم تطبيق تكنولوجيا جديدة، ومفاهيم جديدة للتسويق ومنتجات جديدة لم يتم التأكد منها.
ويقسم رأس المال المجازف في كثير من الأحيان على مراحل التنمية في الشركة بدءا من رأس المال في مرحلة مبكرة وويتستخدم لل البدء في إنشاء شركات لمرحلة متأخرة ونمو رأس المال التي غالبا ما تستخدم لتمويل التوسع في الأعمال التجارية القائمة التي يتم توليد الدخل وقد لا تكون مربحة أو توليد التدفق النقدي لتمويل النمو في المستقبل.
ويطور رجال الأعمال المنتجات والأفكار التي تحتاج إلى رأس مال أساسي في المراحل التشكيلية من دورات حياة الشركات.والعديد من أصحاب المشاريع ليس لديهم ما يكفي من الأموال لتمويل المشاريع نفسها، ولذلك يجب البحث عن تمويل خارجي. والمشروع الرأسمالي في حاجة إلى تحقيق عوائد عالية للتعويض عن مخاطر هذه الاستثمارات مما يجعل المشروع مصدر تمويل لرأس المال بالنسبة للشركات. ويعتبر رأس المال المجازف هو الأكثر ملاءمة للأعمال التجارية مع المتطلبات الكبيرة لرأس المال التي لا يمكن تمويلها عن طريق بدائل أرخص ثمنا مثل الديون. وعلى الرغم من أن رأس المال المجازف غالبا ما يكون أكثر ارتباطا بالتكنولوجيا سرعية النمو ومجالات التكنولوجيا الحيوية، فإنه يستخدم لبعض الأعمال التقليدية.

### رأس المال النامى Growth capital
يشير رأس المال النامى إلى الاستثمار في الأسهم -في معظم الأحيان الاستثمارات الصغيرة -أو في الشركات الكبيرة نسبيا التي تبحث عن رأس المال لتوسيع أو إعادة هيكلة العمليات، والدخول في أسواق جديدة أو تمويل الاستحواذات الكبرى دون تغيير في السيطرة على الأعمال. [بحاجة لمصدر]
والشركات التي تسعى لنمو رأس المال، غالبا ما تفعل ذلك من أجل تمويل حدث التحول في حياتها. هذه الشركات من المحتمل أن تكون شركات أكبر من الشركات الممولة بنظام رأس المال المجازف، وتكون قادرة على توليد العائدات والأرباح التشغيلية ولكنها غير قادرة على توليد نقدية كافية لتمويل التوسعات الكبيرة، أو اقتناء غيرها من الاستثمارات. ويستخدم رأس المال النامي لإعادة هيكلة الشركة والميزانية العمومية، ولا سيما لتقليل كمية من النفوذ (أو الدين) في الميزانية العمومية. والاستثمارات الخاصة في الأسهم العامة أو Private investment in public equity PIPEs تشير إلى الرجوع إلى شكل من أشكال رأس المال النامى الاستثمار المقدمة إلى شركة مساهمة عامة. وعادة ما تكون استثمارات PIPE قابلة للتحويل أو آمنة. 

### المواقف الخاصة Distressed and Special Situations
Special Situations هي فئة عريضة تشير إلى الاستثمارات في رأس المال أو ديون الأوراق المالية للشركات والضغوط المالية. وتشمل فئة ال "distressed" اثنين من الاستراتيجيات الفرعية:
- Distressed-to-Control" or "Loan-to-Own": حيث يحصل المستثمر في سندات الدين الناشئة عن إعادة هيكلة الشركات آملا في السيطرة على أسهم الشركة؛ [21]
- "Special Situations" or "Turnaround": حيث سيوفر المستثمر الديون والاستثمارات في الأسهم، وفي كثير من الأحيان «تمويلات للإنقاذ» للشركات التي تمر بتحديات وعوائق تشغيلية أو مالية.[22]

بالإضافة إلى هذه الاستراتيجيات، تستخدم "hedge funds" مجموعة متنوعة من الاستراتيجيات الاستثمارية المتعثرة بما في ذلك تداول نشط للقروض والسندات التي تصدرها الشركات المتعثرة.

### رأس المال الأولى Mezzanine capital
Mezzanine capital يشير إلى دين ثانوي أو الأوراق المالية الأسهم الآمنة التي غالبا ما تمثل الجزء الأكبر من الشركاء الاصليين وهيكل رأس المال الذي هو أكبر اسهم الشركة. هذا الشكل من أشكال التمويل، كثيرا ما يستخدم من قبل مستثمرين من القطاع الخاص لتقليل مقدار رأس المال المطلوب لتمويل الاستحواذ على الاستدانة أو للتوسعات الكبيرة. Mezzanine capital ، كثيرا ما يستخدم من قبل الشركات الصغيرة التي لا تتمكن من الوصول إلى الأسواق الكبيرة، ويتيح لمثل هذه الشركات اقتراض رؤوس أموال إضافية إلى ما بعد المستويات الأساسية والتقديم عن طريق القروض المصرفية. في التعويض عن المخاطر المتزايدة، يتطلب من أصحاب الديون أعلى عائد لاستثماراتهم من العوائد المضمونة أو من كبار المقرضين.

### الاستثمارات الثانوية
الاستثمارات الثانوية تشير إلى الاستثمارات في الأسهم الخاصة من الأصول الموجودة. هذه المعاملات يمكن أن تنطوي على بيع لمصلحة صندوق الأسهم الخاصة أو حوافظ الاستثمارات المباشرة في الشركات التي يملكها القطاع الخاص من خلال شراء هذه الاستثمارات من المستثمرين القائمة المؤسسية.  بحكم طبيعته، فإن الملكية الخاصة هي فئة من الأصول غير السائلة، يقصد به أن يكون الاستثمار الطويل الأجل لشراء وتحميل المستثمرين. والاستثمارات الثانوي توفر للمستثمرين المؤسسية، مع القدرة على التحسين والتنويع، ولا سيما بالنسبة للمستثمرين فهي جديدة لهذه الفئة من الأصول. عادة ما تشهد الاستثمارات الثانوية تدفقات نقدية مختلفة بالكامل، مما يقلل من ي - ‏ تأثير cuve الاستثمار في صناديق الأسهم الخاصة الجديدة. في كثير من الأحيان تتم الاستثمارات الثانوية عن طريق طرف ثالث، تنظيما مماثلا لصندوق من الصناديق على الرغم من أن العديد من كبار المستثمرين المؤسسية قد اشترى الأسهم الخاصة ومصالح الصندوق من خلال المعاملات الثانوية. ويعتبر بيع استثمارات القطاع الخاص في رأس المال ليس فقط من الاستثمارات في صندوق وإنما أيضا على ما تبقى الالتزامات غير الممولة لهذه الأموال.

### استراتيجيات أخرى
الاستراتيجيات الأخرى التي يمكن أن تشمل الاسهم الخاصة أو الأسواق المجاورة تشمل ما يلي:
- عقارات : في سياق هذه الأسهم الخاصة وعادة ما يشير إلى نهاية أكثر خطورة من الطيف للاستثمار بما في ذلك «القيمة المضافة» وفرصة المال حيث تكون لاستثمارات في كثير من الأحيان أكثر شبها الشركات المدعومة المشتراة بالكامل من الاستثمارات التقليدية العقارات. بعض المستثمرين في الأسهم الخاصة والعقارات النظر في أن تكون منفصلة فئة الأصول.
- البنية التحتية : الاستثمارات في مختلف الأشغال العامة (مثل الجسور والأنفاق والطرق ذات الرسوم، والمطارات، والنقل العام وغيرها من الأشغال العامة) التي تتم عادة كجزء من مبادرة التحول إلى القطاع الخاص على جزء من كيان حكومي.[30][31][32]
- الطاقة والطاقة : الاستثمار في مجموعة متنوعة من الشركات (بدلا من الأصول) التي تعمل في إنتاج وبيع الطاقة، بما في ذلك استخراج الوقود، والتصنيع والتكرير والتوزيع (طاقة) أو الشركات التي تعمل في إنتاج أو نقل الطاقة الكهربائية (الطاقة الكهربائية).
- التاجر المصرفي : التفاوض الاستثمار في الأسهم الخاصة من قبل المؤسسات المالية في الأوراق المالية غير المقيدة إما سرا أو علنا الشركات التي عقدت.[33]

## التاريخ، ومزيد من التطوير
قالب:History of private equity and venture capital

### التاريخ المبكر، وتطوير رأس المال المجازف
زرعت بذور صناعة الأسهم الخاصة في العام 1946 مع تأسيس شركتين رأس المال الاستثماري: الأمريكية للبحوث ومؤسسة التنمية (ARDC) وويتني آند كومباني.  قبل الحرب العالمية الثانية، كانت استثمارات رأس المال المخاطر (المعروفة باسم «تنمية رأس المال»)، في مجال الأفراد الأثرياء والأسر. أسس «جورج دوريوت» ARDC ، الأب الروحى «لمشروع الرأسمالية»  ومؤسس انسياد، من رأس المال المستثمرين والمؤسسات، لتشجيع استثمارات القطاع الخاص في الأعمال التجارية التي تدار من قبل الجنود الذين كانوا عائدين من الحرب العالمية الثانية. ARDC يرجع اليه الفضل في رؤوس أموال المشاريع الكبرى، وكانت أول قصة نجاح في 1957 عندما نك استثمار مبلغ $ 70,000 في شركة المعدات الرقمية (ديسمبر) وتقدر قيمتها بأكثر من 355 مليون دولار للشركة بعد طرح عام أولي في 1968 (وهو ما يمثل عودة أكثر من 500 مرة على استثماراتها ومعدل العائد السنوي من 101 ٪). والمشروع الأول هو فيرتشايلد اشباه الموصلات (التي أنتجت أول تجاريا عمليا الدوائر المتكاملة)، الممول من قبل في عام 1959 ما يمكن أن تصبح في وقت لاحق Venrock أسوشيتس.

### أصول شراء الاسهم leveraged buyout
كانت أول صفقة لشراء النفوذ بواسطة صناعات ماكلين، وشركة للعموم الأطلسي باخرة شركة في يناير عام 1955 ووترمان باخرة شركة مايو 1955  وفقا لأحكام تلك المعاملات، وماكلين اقترضت 42 مليون دولار ورفع مبلغ إضافي قدره 7 ملايين دولار من خلال قضية ذات الأسهم الممتازة. وعندما أغلقت الصفقة، استخدمت 20 مليون دولار من الأصول النقدية ووترمان لارجاع 20 مليون دولار من الديون والقروض. على غرار النهج المتبع في معاملة ماكلين، واستخدام للتداول العام، استخدمت الشركات قابضة كأدوات استثمارية للحصول على الحقائب الوزارية للاستثمارات في أصول الشركات كان اتجاها جديدا نسبيا في 1960s شعبية من امثال وارن بافيت (بركشاير هاثاواي) وفيكتور بوسنر (DWG كوربوريشن) ‏ والتي اعتمدتها في وقت لاحق نيلسون Peltz (Triarc)، سول شتاينبرغ (ريلاينس للتأمين) وجيري شوارتز (شركة أونيكس). هذه الأدوات الاستثمارية سوف تستخدم في عدد من نفس التكتيكات وتهدف إلى نفس النوع من الشركات وشراء أسهم الشركات الأكثر تقليدية الاستدانة وبطرق عديدة يمكن أن يعتبر رائدا لشركات الأسهم الخاصة في وقت لاحق. في واقع الأمر يرجع الفضل في اكتشاف مصطلح «الاستحواذ الاستدانة» أو «رفع راس المال» إلى «بوسنر».
في صفقة شراء ممولة بقروض في 1980s وقد صممت من قبل عدد من الممولين للشركات، وعلى الأخص جيروم كولبرج، الابن المدلل له في وقت لاحق، وهنري كرافيس. العمل من أجل بير ستيرنز في ذلك الوقت، وكولبرج كرافيس مع كرافيس 'ابن عم جورج روبرتس بدأت سلسلة من ما وصفته ب«بووتسترب» الاستثمارات. كثير من هذه الشركات كانت تفتقر إلى خروج قابلة للتطبيق أو جذابا لمؤسسيها كما كانت صغيرة جدا التي يتعين اتخاذها العامة ومؤسسي كانت مترددة في بيع إلى المنافسين وذلك لبيعها لمشتر المالية يمكن أن تكون جذابة. حصولهم على [[اوركين|اوركين إبادة الشركة]. في السنوات الثلاث التالية بير ستيرنز المصرفيين سوف تستكمل سلسلة من الاستحواذ بما في ذلك المعادن شتيرن (1965)، انكوم (تقسيم روكوود الدولي، 1971)، صناعات الإسكافيون (1971)، وبورين كلاي (1973) وكذلك أسلاك طومسون، النسر للسيارات وعربات يد من خلال الاستثمار في المعادن شتيرن. وبحلول عام 1976، كان قد بنى التوترات يصل بين بير ستيرنز وكولبرج، كرافيس وروبرتس التي تؤدي إلى مغادرتهم وتشكيل كولبرج كرافيس روبرتس في تلك السنة.

### الأسهم الخاصة في 1980s
في يناير من عام 1982، اكتسبت السابق الولايات المتحدة وزير الخزانة وليام سايمون، ومجموعة من المستثمرين تحيات جيبسون، وهو منتج لبطاقات المعايدة، ونحو 80 مليون دولار، منها فقط مليون دولار كانت قد سرت شائعات ساهمت بها من قبل المستثمرين. بحلول منتصف عام 1983، ستة عشر شهرا فقط بعد الاتفاق الأصلي، جيبسون الانتهاء من الاكتتاب العام 290 مليون دولار وسيمون أدلى نحو 66 مليون دولار. نجاح جيبسون تحيات الاستثمار اجتذبت اهتمام وسائل الاعلام على نطاق أوسع لازدهار الوليدة في الشركات المدعومة المشتراة بالكامل. بين عامي 1979 و 1989، ويقدر أن هناك أكثر من 2,000 تعزيز شراء الشركات التي تزيد قيمتها عن 250 مليون دولار 
خلال 1980s، دوائر انتخابية داخل الشركات واكتسبت وسائل الإعلام وأرجع الغارة "الشركات" التسمية إلى الكثير من الاستثمارات والأسهم الخاصة، ولا سيما تلك التي تضمن السيطرة المعادية للشركة، وينظر نهب الأصول، وتسريح العمال الكبرى أو غيرها من الأنشطة الهامة إعادة هيكلة الشركات. من بين أبرز المستثمرين ليكون المسمى المغيرين الشركات المدرجة في 1980s كارل ايكان، فيكتور بوسنر، نيلسون Peltz، روبرت م باس، T. بوني بيكنز، هارولد كلارك سيمونز، كيرك كيركوريان ، السير جيمس غولدسميث ، شاول شتاينبرغ وآشر ادلمان. كارل ايكان المتقدمة سمعة باعتبارها غارة الشركات لا يرحم إيه بعد استيلائه على السلطة معادية للحادث طائرة في عام 1985. العديد من المهاجمين كانوا عملاء الشركات المحسوب على مايكل ميلكن، الذين شركة الخدمات المصرفية الاستثمارية، دريكسل بيرنهام لامبرت ساعد على زيادة رأس المال من برك الأعمى مع المغيرين الشركات التي يمكن أن تقدم مشروعا لمحاولة السيطرة على الشركة، وقدمت عالية الغلة الديون تمويل الاستحواذ.
واحدة من الاستحواذ الكبرى النهائية لل1980s ثبت أن والأكثر طموحا وتميز كل من ارتفاع منسوب المياه علامة وعلامة على بداية النهاية للطفرة التي كانت قد بدأت قبل عقد من الزمان تقريبا. في عام 1989، كيه كيه آر مغلقة في الاستحواذ على 31.1 مليار دولار من] [نبيسك]|[نبيسك].]] كان، في ذلك الوقت وعلى مدى 17 عاما، وهي أكبر صفقة شراء النفوذ في التاريخ. هذا الحدث هو مدون في الكتاب (والفيلم في وقت لاحق)، الهمجيون عند بوابة: سقوط] [نبيسك]. كيه كيه آر ستسود في نهاية المطاف في الحصول على] [نبيسك] عند 109 دولار للسهم الواحد، مما يمثل زيادة كبيرة عن هذا البيان الأصلي الذي شيرسون ليمان هوتون سيستغرق] [نبيسك] الخاص على 75 دولارا للسهم الواحد. وكانت سلسلة شرسة من المفاوضات والمساومات التي تلت ذلك حرض كيه كيه آر ضد شيرسون ليمان هوتون في وقت لاحق وForstmann ليتل وشركاه، وكثير من اللاعبين المصرفية الرئيسية في اليوم، بما في ذلك شركة مورغان ستانلي، غولدمان ساكس، شركة سالومون براذرز، وميريل لينش تشارك بنشاط في تقديم المشورة وتمويل الأحزاب. بعد شيرسون ليمان العطاء الأصلي، كيه كيه آر سرعان ما قدم عطاء ل] [نبيسك] للحصول على 90 دولارا للسهم الواحد، وهو السعر الذي مكنها من المضي قدما من دون موافقة إدارة] [نبيسك]. ين يهوه لفريق الإدارة، والعمل مع شيرسون ليمان وشركة سالومون براذرز، تقدمت بعرض قدره 112 دولارا، وهو رقم شعروا معينة تمكنها من تطويق أي استجابة من قبل فريق كرافيس. كيه كيه آر في محاولة أخيرة من 109 دولار، في حين أن انخفاض الدولار الرقم، وكان في نهاية المطاف قبلت من قبل مجلس إدارة] [نبيسك]. عند 31.1 مليار دولار من قيمة الصفقة، وكان] [نبيسك] حتى الآن الاستحواذ أكبر الاستدانة في التاريخ. في عامي 2006 و 2007، عددا من صفقات الاستحواذ الاستدانة التي أنجزت لأول مرة تجاوزت] [نبيسك] الاستحواذ الاستدانة من حيث السعر الاسمي للشراء. ومع ذلك، المعدلة بسبب التضخم، فإن أيا من الشركات المدعومة المشتراة بالكامل لفترة السنتين 2006-2007 تتجاوز] [نبيسك].
بحلول نهاية 1980s تجاوزات السوق الاستحواذ كانت بدأت تظهر، مع إفلاس لشراء أسهم الشركات الكبيرة بما في ذلك عدة روبرت Campeau 'ق 1988 من الاستحواذ ميكرونيزيا إدارة المخازن، والتعويض عن ترك الخدمة عام 1986 ومخازن للRevco المخدرات، والتر صناعات فبراير النقل بالشاحنات وايتون ليونارد. بالإضافة إلى ذلك،] [نبيسك] الصفقة كانت ظهرت علامات على توتر، مما أدى إلى إعادة الرسملة في عام 1990 التي تنطوي على المساهمة بمبلغ 1.7 مليار دولار من الأسهم الجديدة من كيه كيه آر.
دريكسل بيرنهام لامبرت وكان بنك الاستثمار الأكثر مسؤولية عن طفرة في الاستثمار الخاص خلال 1980s نظرا لريادتها في إصدار عالية الغلة الديون.
دريكسيل توصلت إلى اتفاق مع الحكومة التي اعترف نولو contendere (أي المسابقة) لمدة ستة الجنايات—ثلاث تهم وقوف السيارات الأسهم وثلاث تهم التلاعب الأسهم.  كما أنها وافقت على دفع غرامة قدرها 650 مليون دولار—في ذلك الوقت، وأكبر من أي وقت مضى الغرامة المفروضة بموجب قوانين الأوراق المالية. ميلكن ترك الشركة بعد أن لائحة الاتهام الخاصة في مارس 1989.  يوم 13 فبراير، 1990 بعد أن أبلغ من قبل الولايات المتحدة وزير الخزانة الاميركية نيكولاس F. برادي، والاوراق المالية والبورصات الأمريكية جنة (البورصة)، وبورصة نيويورك والاحتياطي الفيدرالي، دريكسل بيرنهام لامبرت رسميا بطلب للالفصل 11 حماية من الإفلاس.

### عمر الاستحواذات الضخمة 2005-2007
مزيج من خفض معدلات الفائدة، وتخفيف معايير الإقراض، والتغييرات التنظيمية للشركات المتداولة علانية (وعلى وجه التحديد ساربانيس أوكسلي) من شأنه أن يمهد الطريق لأكبر الأسهم الخاصة قد شهدت ازدهارا. والتي تمثلت في الاستحواذ على التنفيذ المباشر وسائل الإعلام في عام 2002، كبيرة متعددة مليار دولار أمريكي ويمكن الاستحواذ مرة أخرى هامة عالية الغلة من الحصول على تمويل الديون وأكبر الصفقات يمكن أن يكتمل. وبحلول عام 2004 وعام 2005، تم شراء أسهم الشركات الكبرى مرة أخرى أصبحت مشتركة، بما في ذلك عمليات الاستحواذ من اللعب "صاد" بنا ، وشركة هيرتز ، مترو غولدوين ماير  وسن غارد  في 2005.
سنة 2005 وانتهت عام 2006 بدأت، جديد «أكبر صفقة شراء» سجلت ارقام قياسية وتجاوزت عدة مرات مع تسعة من الاستحواذ على المراكز العشرة الأولى في نهاية عام 2007 بعد أن أعلنت في 18 الشهر نافذة اعتبارا من بداية 2006 وحتى منتصف عام 2007. في عام 2006، اشترت شركات الأسهم الخاصة 654 شركة أمريكية مقابل 375 مليار دولار، تمثل 18 أضعاف مستوى المعاملات المغلقة في عام 2003. بالإضافة إلى ذلك، من الولايات المتحدة مقرا شركات الأسهم الخاصة التي أثيرت 215.4 مليار دولار في التزامات المستثمر إلى 322 صناديق، متجاوزا الرقم القياسي السابق المسجل عام 2000 بنسبة 22 ٪ و 33 ٪ أعلى من المجموع في 2005 لجمع التبرعات  وفي السنة التالية، على الرغم من بدء الاضطرابات في أسواق الائتمان في الصيف، وشهد رقما قياسيا جديدا بعد سنة من جمع المال مع 302 مليار دولار من التزامات المستثمر إلى 415 الأموال  وكان من بين الاستحواذ الضخمة التي أنجزت خلال فترة الازدهار من 2006 إلى 2007 : الإنصاف مكتب عقارات، HCA ، الايانس بوتس  وTXU 
في تموز / يوليو 2007، والاضطرابات التي قد تؤثر على أسواق الرهن العقاري، امتد إلى التمويل بالقروض وعالية الغلة أسواق الديون.  الأسواق كان قويا للغاية خلال الأشهر الستة الأولى من عام 2007، مع التطورات المصدر ودية للغاية بما في ذلك تبديل بيك وبيك (الفائدة هو «أنا ayable ف ن ك الهند»)، والعهد ضوء الديون على نطاق واسع لتمويل شراء أسهم الشركات الكبيرة الاستدانة. يوليو وأغسطس شهد تباطؤا ملحوظا في مستويات إصدارها في الأسواق وارتفاع العائد اقتراض مع مصدري القليلة في الوصول إلى السوق. مؤكد ظروف السوق أدى إلى حدوث توسع كبير في الفروق في أسعار الفائدة، وهو ما اقترن التباطؤ صيفية نموذجية قاد العديد من الشركات والبنوك الاستثمارية لوضع خططهم لمسألة الديون المعلقة حتى الخريف. ومع ذلك، فإن الارتفاع المتوقع في السوق بعد عيد العمال عام 2007 لم تتحقق، وانعدام الثقة في السوق من دون صفقات التسعير. بحلول نهاية أيلول / سبتمبر، عن المدى الكامل للحالة الائتمان أصبح واضحا كما المقرضين الرئيسية بما في ذلك سيتي جروب ويو بي اس ايه جي أعلن عمليات شطب كبيرة بسبب خسائر الائتمان. أسواق التمويل بالقروض وصلت إلى طريق مسدود القريب. عام 2007 انتهى وبدأ العام 2008، كان من الواضح أن معايير الإقراض، وشددت على عهد «الضخمة الاستحواذ» قد وصل إلى نهايته. ومع ذلك، والأسهم الخاصة ما زالت كبيرة ونشطة فئة الأصول، وشركات الأسهم الخاصة، مع مئات المليارات من الدولارات من الاموال التي ارتكبت من قبل المستثمرين يتطلعون إلى توظيف رأس المال في معاملات جديدة ومختلفة.

## الاستثمار في الأسهم الخاصة

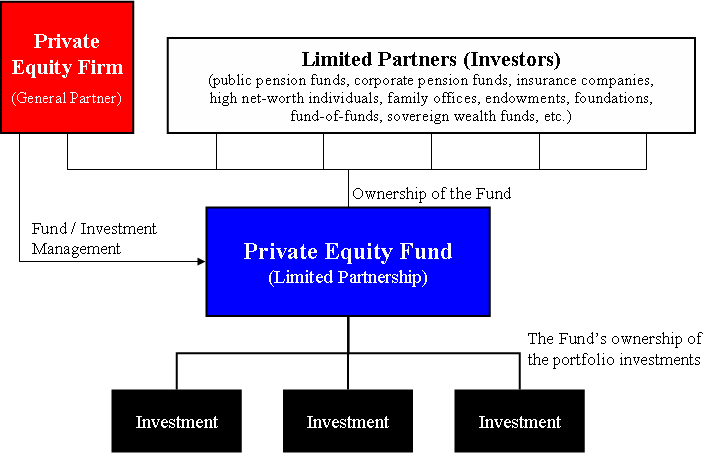
مخطط للهيكل من عام صندوق الأسهم الخاصة

المستثمر المؤسسي ليالي توفير رأس المال في الأسهم الخاصة وأملا في تحقيق العوائد المعدلة المخاطر تفوق تلك التي يمكن في أسواق الأسهم العامة وعادة ما تتضمن الأسهم الخاصة كجزء من عملية تخصيص واسعة الأصول التي تشمل الأصول التقليدية (على سبيل المثال، حقوق الملكية العامة وسندات). معظم المستثمرين المؤسساتيين ليالي لا تستثمر مباشرة في الشركات التي يملكها القطاع الخاص، ويفتقرون إلى الخبرة والموارد اللازمة لهيكل ورصد للاستثمار. بدلا من ذلك، المستثمر المؤسسي ليالي سوف تستثمر بشكل غير مباشر عن طريق صندوق الأسهم الخاصة. بعض المستثمرين المؤسساتيين ليالي لديها النطاق اللازم لتطوير محفظة متنوعة من صناديق الأسهم الخاصة ليالي أنفسهم، في حين أن الآخرين سوف تستثمر من خلال صندوق الصناديق للسماح للمجموعة أكثر تنوعا من واحدة لمستثمر واحد يمكن بناء.
شركات الأسهم الخاصة عموما الحصول على عائد من استثماراتهم من خلال إحدى الطرق التالية :
- وهو الطرح الأولي العام (الاكتتاب) -- ارتفعت الاسهم في الشركة التي عرضت على الجمهور، وعادة ما تقدم لتحقيق جزئي فوري للرعاية المالية وكذلك سوق عامة في وقت لاحق والتي يمكن أن تبيع أسهما إضافية ؛
- على الاندماج أو الاستحواذ -- الشركة يباع إما نقدا أو أسهم في شركة أخرى ؛
- وإعادة الرسملة -- النقدية الموزعة على المساهمين (في هذه الحالة الراعي المالية) وصندوق الأسهم الخاصة ليالي إما من التدفقات النقدية المتولدة من قبل الشركة أو من خلال رفع الديون أو غيرها من الأوراق المالية لتمويل التوزيع.

### استثمار الميزات والاعتبارات
اعتبارات للاستثمار في صناديق الأسهم الخاصة بالقياس إلى غيرها من أشكال الاستثمار وتشمل :
- متطلبات الدخول الكبيرة. مع معظم صناديق الأسهم الخاصة التي تتطلب التزاما كبيرا الأولي (عادة ما يزيد عن 1,000,000 دولار) التي يمكن استخلاصها في إدارة السلطة التقديرية على مدى السنوات القليلة الأولى من هذا الصندوق.
- محدودية السيولة. الاستثمارات في المصالح الشراكة المحدودة (والتي هي الشكل السائد القانونية للاستثمارات في الأسهم الخاصة) ويشار إلى «استثمارات» غير السائلة التي ينبغي أن يحصل على قسط أكثر من الأوراق المالية التقليدية مثل الاسهم والسندات. استثمرت مرة، فإنه من الصعب جدا تحقيق السيولة قبل أن يدرك مدير الاستثمارات في محفظة كمستثمر عاصمة مؤمن المتابعة في استثمارات طويلة الأجل التي يمكن أن تستمر ما دامت اثني عشر عاما. توزيعات مصنوعة فقط كما يتم تحويلها إلى استثمارات النقدية ؛ الشركاء محدودة عادة ليس لها الحق في المطالبة بأن يكون أدلى المبيعات.
- الاستثمار التحكم. ما يقرب من جميع المستثمرين في الأسهم الخاصة، من السلبية والاعتماد على مدير لجعل الاستثمارات وتوليد سيولة من تلك الاستثمارات. عادة، وحقوق الإدارة للشريك محدود ليالي في صندوق الأسهم الخاصة ليالي ضئيلة.
- الالتزامات غير الممولة. مستثمر التزام صندوق الأسهم الخاصة يتم رسمها على مر الزمن. إذا كانت شركة ملكية خاصة لا يمكن العثور على فرص الاستثمار المناسبة، فإنه سوف لا تعتمد على التزام المستثمر والمستثمر يحتمل أن الاستثمار أقل مما كان متوقعا، أو ارتكبت.
- مخاطر الاستثمار. بالنظر إلى المخاطر المرتبطة بالاستثمار في الأسهم الخاصة، ويمكن للمستثمر يخسر كل من استثماراتها. من مخاطر خسارة رأس المال هو عادة أعلى في صناديق رأس المال الاستثماري، الذي يستثمر في الشركات خلال المراحل المبكرة من نموهم أو في الشركات التي لديها كميات عالية من التأثير المالي. بحكم طبيعتها، واستثمارات في شركات القطاع الخاص الذي عقد تميل إلى أن تكون أكثر خطورة من الاستثمار في شركات للتداول العام.
- ارتفاع العائدات. بما يتفق مع المخاطر المبينة أعلاه، يمكن أن الأسهم الخاصة توفر عوائد عالية، مع أفضل مديري الاستثمار الخاص بشكل كبير حيث تفوقت في الأسواق العامة.[66]

وذلك للأسباب المذكورة أعلاه، الأسهم الخاصة وصناديق الاستثمار هو لأولئك الذين يستطيعون الحصول على رأس المال في تأمين لفترات طويلة من الزمن، والقادرين على خطر فقدان كميات كبيرة من المال. هذه العيوب تقابلها الفوائد المحتملة من العائدات السنوية الذي يصل مداه إلى 30 ٪ لصناديق ناجحة.

## السيولة في سوق الأسهم الخاصة

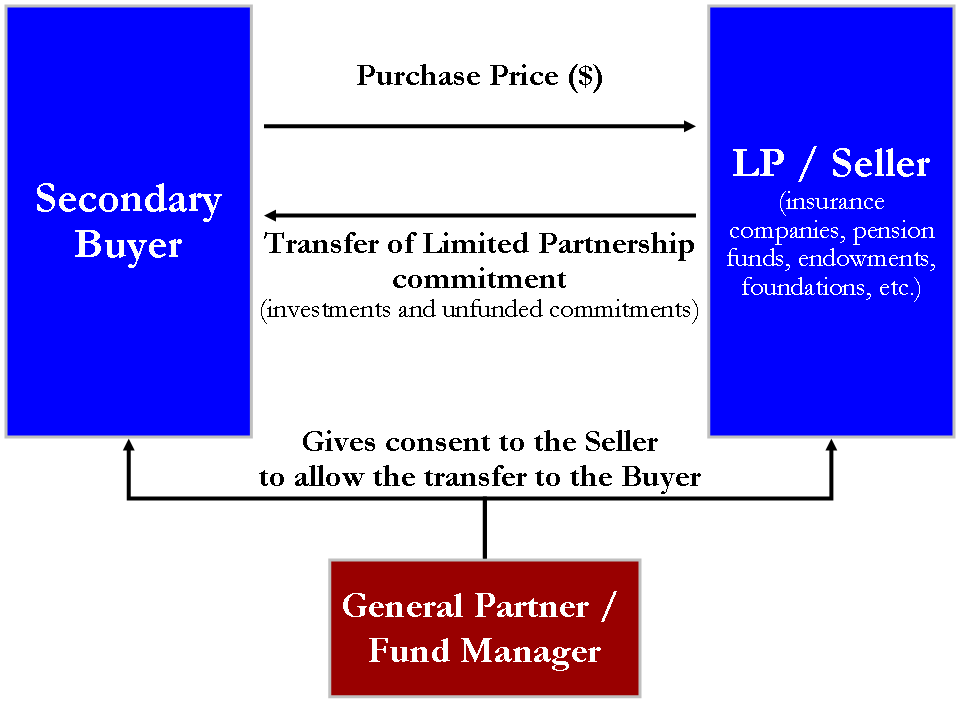
رسم تخطيطي بسيط نقل السوق الثانوية للتمويل شراكة محدودة الفائدة. التبادلات مشتر واحد الدفع نقدا إلى البائع على حد سواء من أجل الاستثمار في الصندوق، بالإضافة إلى أية التزامات غير الممولة للصندوق.

بحكم طبيعة استثمارات الأسهم الخاصة، فهي فئة من فئات الأصول غير السائلة، حيث تكون استثمارات طويلة الأجل. سوق الأسهم الخاصة الثانوية يشير إلى بيع وشراء وحدات الأسهم الخاصة من قبل المستثمرين في صناديق الأسهم الخاصة قبل انقضاء مددها القانونية. ويمكن بيع وحدات صناديق الأسهم الخاصة، ليس فقط على المبالغ المستثمرة في الصندوق، بل أيضا عما تبقى من إلتزامات غير ممولة. لا يوجد حتى الآن سوقا ثانونيًا ناضجا لصناديق الأسهم الخاصة.
على نحو متزايد، المرتبات الثانية تعتبر متميزة فئة الأصول مع التدفق النقدي لمحة التي لا ترتبط مع غيرها من استثمارات الأسهم الخاصة. نتيجة لذلك، يتم تخصيص رأس المال للمستثمرين للاستثمارات الثانوية لتنويع برامج الأسهم الخاصة. يقودها الطلب القوي على التعرض الأسهم الخاصة، وكمية كبيرة من رؤوس الأموال قد ارتكبت لاستثمارات الثانوية من المستثمرين الذين يتطلعون إلى زيادة وتنويع الاستثمارات الخاصة التعرض.
المستثمرين يسعون للحصول على الأسهم الخاصة قد تقتصر على الاستثمارات مع العوائق الهيكلية مثل قفل تصل فترات طويلة، وانعدام الشفافية، والنفوذ غير المحدود، تركزت الحيازات من الأوراق المالية غير السائلة والحد الأدنى للاستثمار عالية.
المعاملات الثانوية يمكن عموما تنقسم إلى فئتين أساسيتين :
- بيع المصالح الشراكة المحدودة -- والمعاملات الأكثر شيوعا الثانوية، وتشمل هذه الفئة من بيع مستثمر مصلحة في صندوق الأسهم الخاصة أو محفظة من المصالح في مختلف الصناديق من خلال نقل المستثمر مصلحة الشراكة المحدودة في صندوق (ق). تقريبا جميع أنواع صناديق الأسهم الخاصة (على سبيل المثال، بما في ذلك التعويض عن ترك الخدمة، والإنصاف النمو، ورأس المال الاستثماري، الميزانين، بالأسى والعقارات) يمكن أن تباع في السوق الثانوية. نقل الفائدة محدودة عادة الشراكة سوف تسمح للمستثمر الحصول على بعض السيولة لتمويل الاستثمارات فضلا عن إطلاق سراح أي من الالتزامات المتبقية غير الممولة للصندوق.
- بيع المصالح المباشرة -- يوعز المرتبات الثانية الثانوية أو الاصطناعية، وتشير هذه الفئة إلى بيع حوافظ الاستثمارات المباشرة في الشركات العاملة، بدلا من مصالح شراكة محدودة في صناديق الاستثمار. هذه المحافظ قد نشأت تاريخيا، سواء من الشركات أو برامج تنمية المؤسسات المالية الكبيرة.

## شركات الأسهم الخاصة
وفقا لتحديث عام 2009 أنشأتها مجلة صناعة الأسهم الخاصة الدولية  (التي نشرتها وسائل الإعلام، وهي أكبر شركة ملكية خاصة في العالم اليوم هو تعويضها، على أساس كمية من الأسهم الخاصة والاستثمار المباشر لرأس المال أثيرت على مدى خمس سنوات نافذة. كما جائت في المرتبة 300 من PEI، وأكبر 10 شركات الأسهم الخاصة في العالم هي :
1. TPG
2. جولدمان ساكس للاستثمار
3. مجموعة كارلايل
4. كولبرج كرافيس روبرتس
5. أبولو الإدارة العالمي
6. باين كابيتال
7. سي كابيتال بارتنرز
8. مجموعة بلاكستون
9. اربورغ بينكوس
10. اباكس بارتنرز

لأن شركات الاستثمار الخاص بشكل مستمر في عملية جمع واستثمار وتوزيع صندوق الأسهم الخاصة ليالي، ورأس المال التي أثيرت في كثير من الأحيان يمكن أن يكون أسهل للقياس. مقاييس أخرى يمكن أن تتضمن القيمة الإجمالية للشركات التي تم شراؤها من قبل شركة أو تقدير لحجم محفظة الشركة نشاطا زائدا رؤوس الأموال المتاحة للاستثمارات الجديدة. كما هو الحال مع أي قائمة أن يركز على حجم، والقائمة لا تقدم أي إشارة إلى النسبية الأداء الاستثماري لهذه الأموال أو مدراء.
بالإضافة إلى ذلك، Preqin (المعروف سابقا باسم الاستخبارات الملكية الخاصة)، وهي مؤسسة مستقلة موفر البيانات، في صفوف أكبر 25 شركات الأسهم الخاصة مديري الاستثمار. من بين الشركات الكبيرة في هذا التصنيف هي AlpInvest الشركاء، أكسا للأسهم الخاصة، أي آي جي للاستثمار، بنك جولدمان ساكس مجموعة الأسهم الخاصة ومشاريع للآلهة.

## صناديق الأسهم الخاصة
الأسهم الخاصة لجمع التبرعات يشير إلى العمل من شركات الأسهم الخاصة التي تسعى رأس المال من المستثمرين لأموالهم. وعادة ما مستثمر سوف تستثمر في صندوق خاص تديره شركة، لتصبح شريكا محدودة في الصندوق، وبدلا من مستثمر في الشركة نفسها. نتيجة لذلك، سيكون للمستثمر إلا أن تستفيد من الاستثمارات التي تقوم بها شركة حيث يتم استثمار أموال صندوق المحددة التي استثمرت.
- صندوق الصناديق. هذه هي صناديق الأسهم الخاصة التي تستثمر في صناديق الاستثمار في الملكية الخاصة من أجل تزويد المستثمرين مع انخفاض الناتج خطر من خلال التعرض لعدد كبير من المركبات في كثير من الأحيان من نوع مختلف والتركيز الإقليمي. صندوق الصناديق تمثل 14 ٪ من الالتزامات العالمية المبذولة لصناديق الأسهم الخاصة في عام 2006 وفقا لPreqin المحدودة (المعروفة سابقا باسم الملكية الخاصة الاستخبارات)
- الأفراد ذوي الثروات الكبيرة. صافي قيمة كبيرة في كثير من الأحيان هو مطلوب من المستثمرين عليها في القانون، لأن صناديق الأسهم الخاصة هي عموما أقل تنظيما من صناديق الاستثمار العادية. على سبيل المثال في الولايات المتحدة، فإن معظم الأموال تتطلب من المستثمرين المحتملين في التأهل كما المستثمر المعتمد ثانية، الأمر الذي يتطلب مليون دولار من القيمة الصافية، و200،000 دولار من الدخل الفردي، أو 300,000 دولار من الدخل مشتركة (مع الزوج) لمدة سنتين موثقة وتوقع بأن هذا الدخل المستوى سوف تستمر.

كما جمع التبرعات قد نما خلال السنوات القليلة الماضية، فقد ارتفع أيضا عدد من المستثمرين في الصندوق المتوسط. في عام 2004 كان هناك 26 المستثمرين في متوسط صندوق الأسهم الخاصة، وهذا الرقم وصل الآن إلى 42 وفقا لPreqin المحدودة. (المعروف سابقا باسم الملكية الخاصة الاستخبارات).
مديري صناديق الأسهم الخاصة ستستثمر أيضا في سياراتهم الخاصة، وعادة ما يقدم ما يتراوح بين 1-5 ٪ من إجمالي رأس المال.
الأسهم الخاصة في كثير من الأحيان مديري الصناديق سوف توظيف خدمات فرق لجمع التبرعات الخارجية المعروفة وكلاء التوظيف من أجل زيادة رأس المال لسياراتهم. واستخدام عملاء التنسيب قد نما خلال السنوات القليلة الماضية، مع 40 ٪ من الصناديق المغلقة في عام 2006 توظف خدماتها، وفقا لPreqin المحدودة (المعروفة سابقا باسم الملكية الخاصة الاستخبارات). التنسيب وكلاء سوف نهج المستثمرين المحتملين بالنيابة عن مدير الصندوق، وعادة ما تأخذ رسما قدره حوالي 1 ٪ من الالتزامات التي كانت قادرة على حشد.
مقدار الوقت الذي تنفق شركة الأسهم الخاصة زيادة رأس المال يختلف باختلاف مستوى الاهتمام في أوساط المستثمرين، والتي تم تعريفها بواسطة ظروف السوق الحالية، وكذلك سجل للأموال السابقة التي طرحتها الشركة في السؤال. يمكن للشركات أن تنفق اقل من واحد أو شهرين زيادة رأس المال عندما يكونون قادرين على الوصول إلى الهدف الذي حددوه لأموالهم بسهولة نسبية، في كثير من الأحيان من خلال الحصول على التزامات من المستثمرين أموالهم في القائمة السابقة، أو عندما يكون الأداء القوي الماضية يؤدي إلى مستويات قوية اهتمام المستثمرين. مديرو أخرى قد تجد لجمع التبرعات أخذ وقتا أطول بكثير، مع مديري أنواع أقل شعبية الصندوق (مثل مديري الصندوق الاستثماري الأوروبي في ظل المناخ الحالي) العثور على عملية جمع التبرعات أكثر صعوبة. فمن لم يسمع للحصول على أموال لقضاء ما دام عامين على الطريق تسعى رأس المال، وعلى الرغم من أن غالبية مديري الصناديق وسوف كاملة لجمع التبرعات في غضون تسعة أشهر إلى خمسة عشر شهرا.
مرة واحدة في صندوق لجمع التبرعات وصلت إلى الهدف، فإن هذا سيكون له وثيقة نهائية. بعد هذه النقطة ليس من الممكن عادة جديدة للمستثمرين للاستثمار في الصندوق، إلا إذا كانت لشراء مصلحة في الصندوق في السوق الثانوية.

### حجم هذه الصناعة --النشاط الاستثمارى
وسجل 686 مليار دولار من رأس المال الخاص هو استثماره على الصعيد العالمي في عام 2007، بزيادة أكثر من الثلث عن العام السابق وأكثر من ضعف مجموع ما يتم استثماره في عام 2005. صناديق الاستثمار الخاص كما تجاوزت السنوات السابقة في عام 2007 مع 494 مليار دولار التي أثيرت، بزيادة 10 ٪ عن عام 2006. على الرغم من تزايد الاضطراب في الأسواق المالية في الجزء الأخير من هذا العام، وتم تقسيم النشاط بالتساوي بين النصف الأول والثاني من السنة. مزيد من الاستحواذ لزيادة حصتها من الاستثمارات إلى 89 ٪ من الخامس في عام 2000. في وقت مبكر المؤشرات تشير إلى أن النشاط هو عليه في النصف الأول من 2008 بالمقارنة مع نفس الفترة من عام 2007. انكماش في أسواق الائتمان الناجمة عن أزمة الرهن العقاري، أدت إلى تباطؤ في تمويل الاستثمارات الخاصة، وأنها أصبحت أكثر صعوبة بالنسبة لشركات الأسهم الخاصة في الحصول على تمويل الديون من البنوك لإتمام صفقات الأسهم الخاصة.
مع بداية الأزمة المالية العالمية في عام 2008، الاستثمار في الأسهم الخاصة النشاط انخفاضا حادا. ما يقرب من 190 مليار دولار من رأس المال الخاص هو استثماره على الصعيد العالمي في عام 2008، بانخفاض 40 ٪ عن العام السابق. الاستثمار وتباطأ النشاط في النصف الثاني من السنة حيث السيولة جفت وأصبح المستثمرون أكثر نفورا خطر كما أنخفضت أسواق الأسهم. الاستحواذ حصة من إجمالي الاستثمارات انخفضت إلى 41 ٪ في عام 2008 من 89 ٪ في العام السابق حيث انكماش في أسواق الائتمان جعل الأمر أكثر صعوبة لشركات الأسهم الخاصة في الحصول على تمويل الديون من البنوك لإتمام الصفقات. المؤشرات المبكرة لعام 2009 تبين أن هذا النشاط كان إلى المزيد من الهبوط في النصف الأول من هذا العام مع شركات أصغر تتعامل به وباستخدام ادوات ضغط أقل. كما كبيرة الاستحواذ وتباطأ النشاط، وبلغت استثمارات منخفضة لمدة 12 سنة، وانخفضت إلى 24 مليار دولار في النصف الأول من عام 2009، وصولا إلى سدس المستوى في نفس الفترة من عام 2008.
من منظور جغرافي، في عام 2007، أميركا الشمالية تشكل 71 ٪ من الاستثمارات العالمية في الأسهم الخاصة (صعودا من 66 ٪ في 2000). بين عامي 2000 و 2007، وحصة أوروبا من الاستثمارات قد انخفضت من 20 ٪ إلى 15 ٪. هذا إلى حد كبير نتيجة للنشاط الاستحواذ أقوى الأسواق في الولايات المتحدة منه في أوروبا. بين عامي 2000 و 2007، وإن كانت هناك زيادة في آسيا والمحيط الهادئ ونشاط جمع الأموال في الأسواق الناشئة، وهذا حصة المنطقة من الاستثمارات ظلت دون تغيير نسبيا عند 12 ٪ تقريبا.

### حجم الصناعة -- نشاط جمع التبرعات
صناديق الأسهم الخاصة تحت إدارة ما مجموعه 2.5 تريليون دولار في نهاية عام 2008 (الرسم البياني 3). زيادة 15 ٪ خلال هذا العام وكان من المقرر لتمويل زيادة النشاط القوي في النصف الأول من عام 2008 وزيادة في استثمارات محفظة الأوراق المالية غير المحققة، والشركات يحجمون عن الخروج لشراء حصص في ظروف السوق وانخفاض قيم الاسهم. الأموال المتاحة للاستثمارات بلغت 40 ٪ من إجمالي الموجودات تحت إدارتها أو بعض 1 تريليون دولار، نتيجة لزيادة حجم صندوق عالية بين عامي 2006 و 2008.
بالرغم من الأزمة المالية وانخفاض الاستثمارات في الأسهم الخاصة، وصندوق مستويات الوعي وانخفضت 8 ٪ فقط في عام 2008 إلى 450 مليار دولار، نتيجة لبداية قوية نسبيا لهذا العام. التباطؤ في جمع الأموال من تسارع في النصف الأول من عام 2009، مع 100 مليار دولار تحت المثارة، بأغلبية ثلثي الانخفاض عن نفس الفترة في عام 2008. انخفاض النشاط الاستثماري وتباطؤ النمو الاقتصادي قد أعطت دفعة قوية للسوق الثانوية للأسهم الخاصة الموجودة فيها حصصا في أسهم حقوق الملكية الخاصة هي تباع وتشترى.
من منظور جغرافي، في عام 2007، أميركا الشمالية تشكل 65 ٪ من الأموال التي تم جمعها (تراجعت من 68 ٪). بين عامي 2000 و 2007، وحصة أوروبا من الأموال التي انخفضت من 25 ٪ إلى 22 ٪. هذا إلى حد كبير نتيجة للنشاط الاستحواذ أقوى الأسواق في الولايات المتحدة منه في أوروبا. بين عامي 2000 و 2007 كان هناك ارتفاع في أهمية منطقة آسيا والمحيط الهادئ، والأسواق الناشئة وجهات الاستثمار، ولا سيما الصين وسنغافورة وكوريا الجنوبية والهند. آسيا والمحيط الهادي حصة من الأموال التي ارتفعت من 6 ٪ إلى 10 ٪ خلال هذه الفترة.

### أداء صندوق الأسهم الخاصة
في الماضي لأداء صناديق الأسهم الخاصة كانت صعبة نسبيا لتتبع، وشركات الأسهم الخاصة ليست ملزمة لعلنا الكشف عن العائدات التي حققاه من استثماراتهم. في معظم الحالات، كانت المجموعات فقط مع معرفة أداء الصناديق والمستثمرين في الصناديق، والمعاهد الأكاديمية (كما CEPRES مركز للبحوث في الملكية الخاصة) والشركات نفسها، مما يجعل المقارنات بين مختلف الشركات المختلفة، ووضع مقاييس السوق ليكون تحديا صعبا.
تطبيق قانون حرية المعلومات (قانون حرية المعلومات) في بعض الولايات في الولايات المتحدة جعلت بعض بيانات الأداء أكثر يسرا. على وجه التحديد، بموجب قانون حرية المعلومات قد يتطلب بعض الوكالات العامة الأسهم الخاصة بالكشف عن بيانات الأداء مباشرة على مواقع لهم  في المملكة المتحدة، ثاني أكبر سوق للأسهم الخاصة، المزيد من البيانات أصبحت متوفرة منذ نشر 2007 من المبادئ التوجيهية ديفيد ووكر لالإفصاح والشفافية في الملكية الخاصة 
أداء قطاع الملكية الخاصة على مدى السنوات القليلة الماضية يختلف بين الأموال من مختلف الأنواع. الاستحواذ والصناديق العقارية على حد سواء أداء قويا في السنوات القليلة الماضية (أي، في الفترة من 2003-2007) بالمقارنة مع سائر فئات الأصول مثل الأسهم العامة. في المقابل غيرها من أنواع الصناديق الاستثمارية ورأس المال الاستثماري وعلى الأخص، لم تبد بالمثل قوية الأداء.
داخل كل نوع من أنواع الاستثمار، واختيار مدير (أي تحديد شركة الأسهم الخاصة ليالي قادرة على توليد أعلاه الأداء المتوسط) هو من العوامل الرئيسية لمستثمر أداء الأفراد. تاريخيا، أداء المديرين أعلى وأسفل الربع وقد تفاوتت بشكل كبير، والمستثمر المؤسسي ليالي السلوك واسعة العناية الواجبة من أجل تقييم أداء المحتملين من جديد لصندوق الأسهم الخاصة.
فإنه يمثل تحديا لمقارنة أداء الأسهم الخاصة لأداء الأسهم العامة، ولا سيما بسبب الأسهم الخاصة باستثمارات الصندوق يتم رسمها وعاد أكثر من مرة كما يتم الاستثمار وأدركت لاحقا. أسلوب واحد، نشرت لأول مرة في عام 1994، هو بعيد والنيكل مؤشر طريقة المقارنة (أي سي ام). طريقة أخرى والتي تكتسب تأييدا متزايدا في الأوساط الأكاديمية والجمهور في السوق، أو ما يعادل مؤشر الربحية. مؤشر الربحية يحدد الاستثمار في سوق الاستثمارات العامة اللازمة لكسب الربح المستهدف من خلال محفظة استثمارات صندوق الأسهم الخاصة. Driessen، وآخرون. في الآونة الأخيرة pushlished ورقة، طريقة جديدة لتقدير المخاطر والعائد من الأصول غير المتداولة من التدفقات النقدية : حالة خاصة صناديق الأسهم، على استخدام أسلوب المعمم من لحظات المقدرون للحل في وقت واحد لألفا وبيتا. منهجية تعتمد على المقاربات، لكنها لا تسمح لحساب العوائد المعدلة حسب المخاطر التي قد سبق متوفرة أو غير موثوق بها.